# Hindustan Ambassador

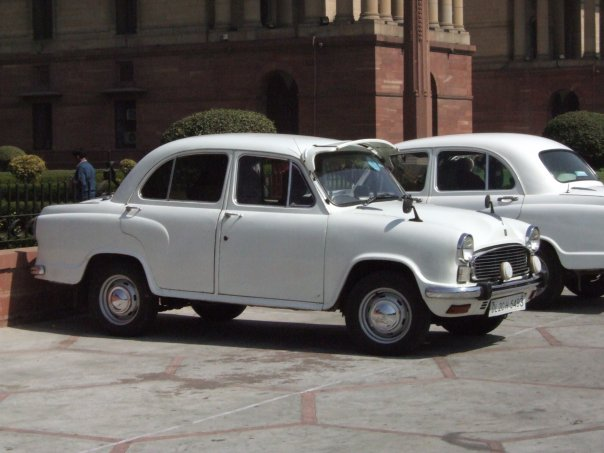
Ambassador Classic

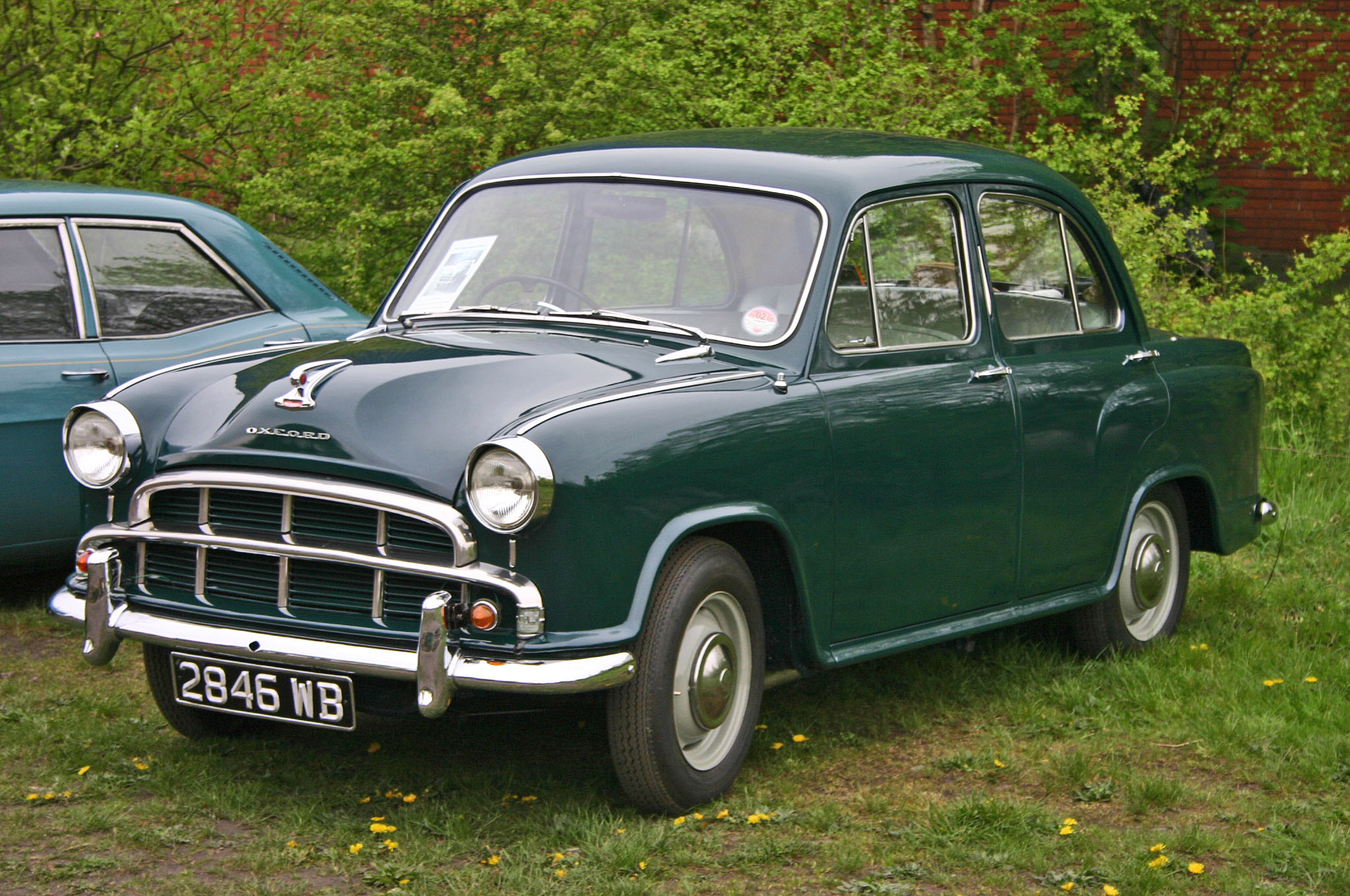
1955 års Morris Oxford Mark III, vilken började tillverkas i Indien 1958 som Ambassador Mark I

Hindustan Ambassador var en indisk bilmodell, baserad på Morris Oxford, som tillverkades av Hindustan Motors mellan 1958 och 2014.

## Morris Oxford
Morris i Storbritannien lanserade efter andra världskriget år 1948 Morris Oxford MO med en, för den tiden, modern konstruktion förutom en gammaldags sidventilmotor. Denna var i tillverkning till 1954 och ersattes först av Mark II med ny kaross 1954–1956 och därefter med Mark III. Efter bildandet av British Motor Corporation ersattes de tidigare Morris Oxford-modellerna av en Pininfarina-ritad bil, som tillverkades i varianter under namnen Morris Oxford, Austin Cambridge, MG Magnette, Wolseley och Riley.

## Biltillverkning i Indien
I slutet av 1940-talet började Hindustan Motors Ltd inom Birla-koncernen licenstillverka Morris Oxford Mark I under namnet Hindustan Landmaster i en ny bilfabrik i Uttarpara i distriktet Hugli i Västbengalen.  
När Morris 1957 övergick till Oxford Mark III såldes verktyg och maskinutrustning för Mark II till Birla, som 1958 började tillverka Mark II under namnet Hindustan Ambassador Mark I. Denna bilmodell förblev i stort sett oförändrad över åren, med smärre utseendemodifieringar och med byten av motorer. Den började med en 1,5 liters sidventilmotor, som 1959 byttes mot en kraftigare, 55 hästkrafters toppventilmotor. En dieselmotor introducerades 1979, och var då den första som fanns i indiska personbilar.

## Senare år
Ambassador har fungerat under många decennier som Indiens både mest prestigefulla bilmärke och som dess mest populära i yrkestrafik, med regeringsfordon och taxi som viktigaste marknader. Dock förbjöds bilmärket i flera städer under 2000-talet på grund av strängare emissionsregler. 
Under 2010-talet sjönk tillverkningen till en låg nivå. Verksamhetsåret 2012–2013 tillverkades endast ett mindre antal och den 25 maj 2014 lades tillverkningen slutligen ned. Tillverkningen har sedan dess inte återupptagits

## Fotogalleri

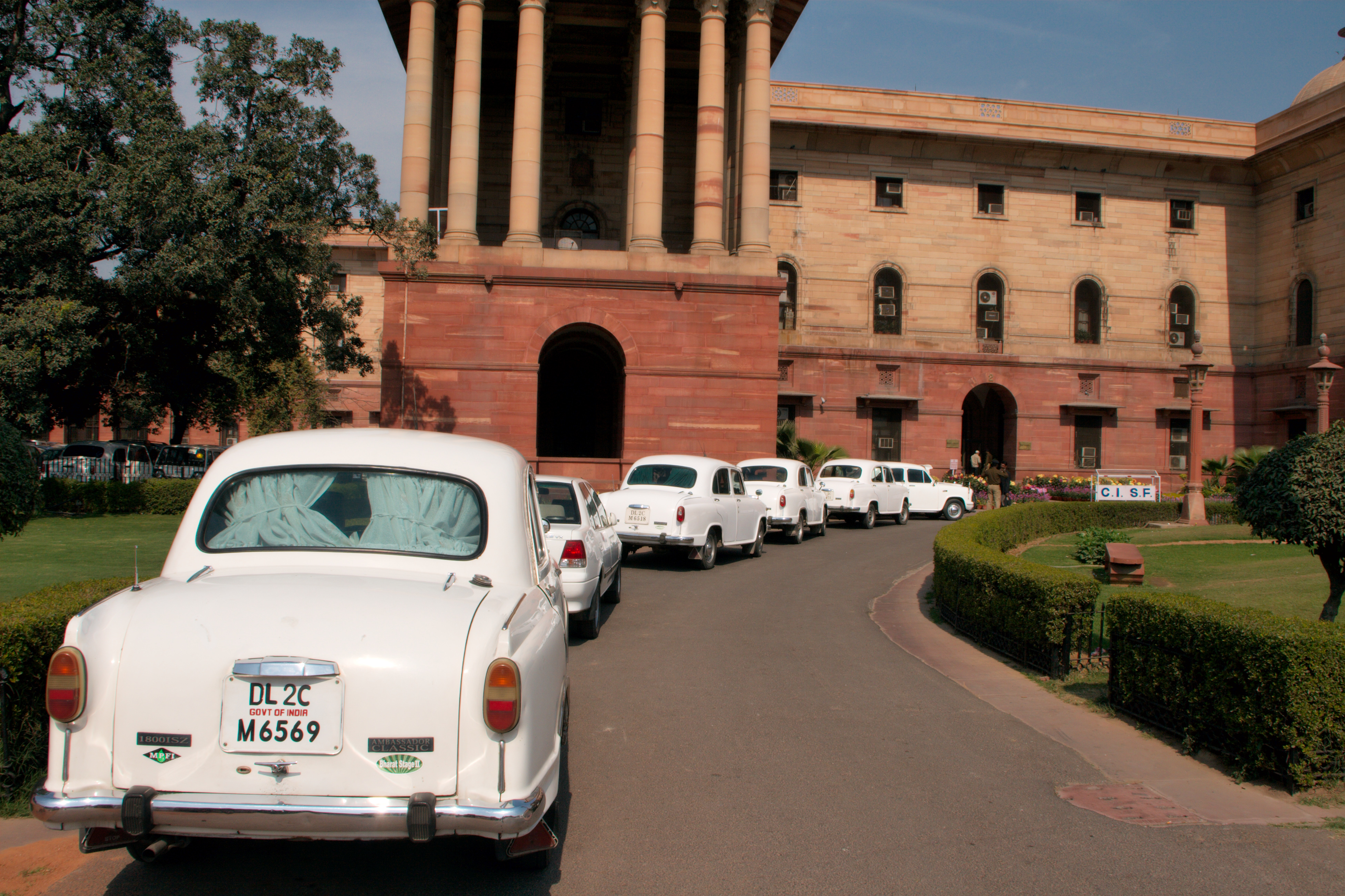
Regeringsbilar parkerade utanför North Block i New Delhi
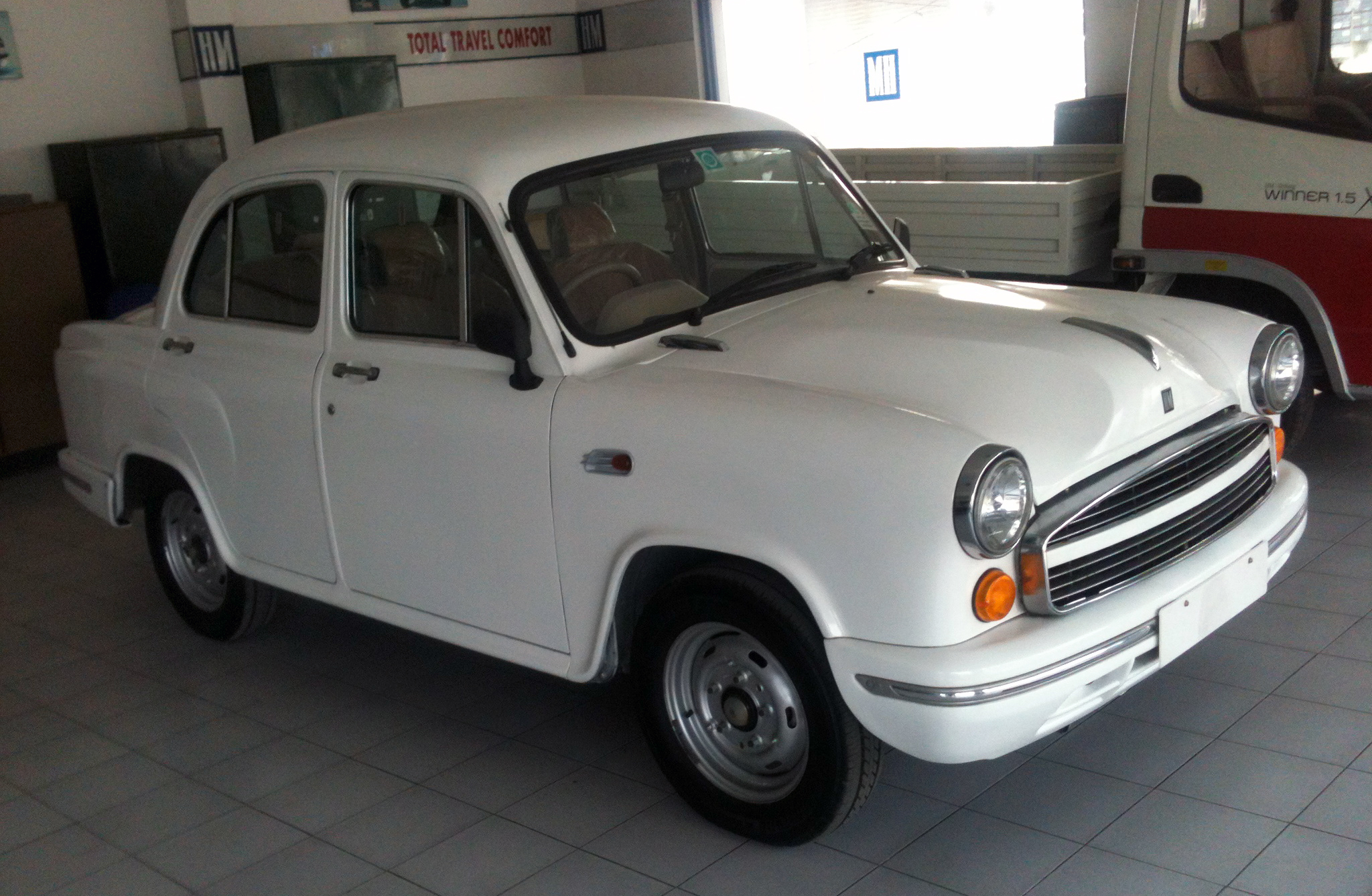
Ambassador Grand av 2013 års modell i bilaffär
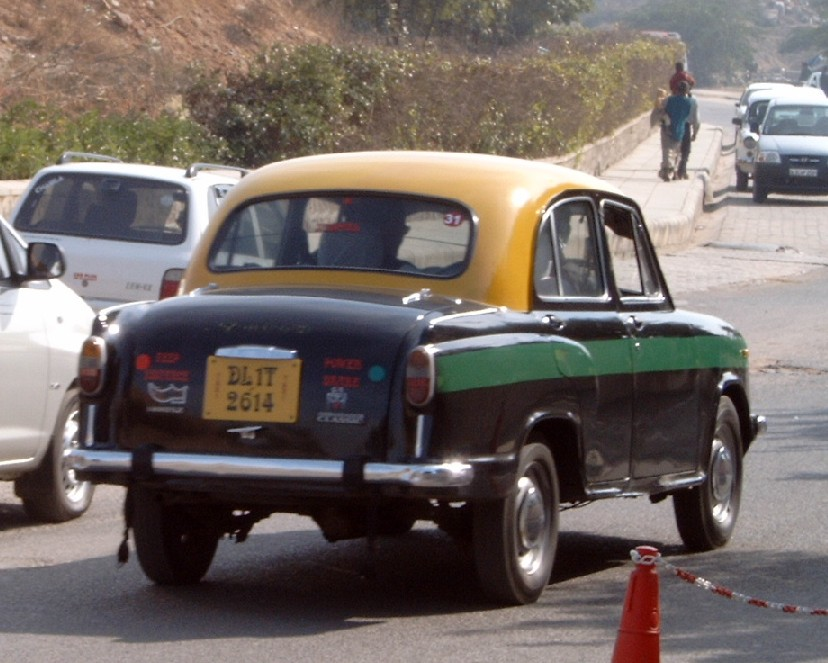
Ambassador som taxi i Delhi
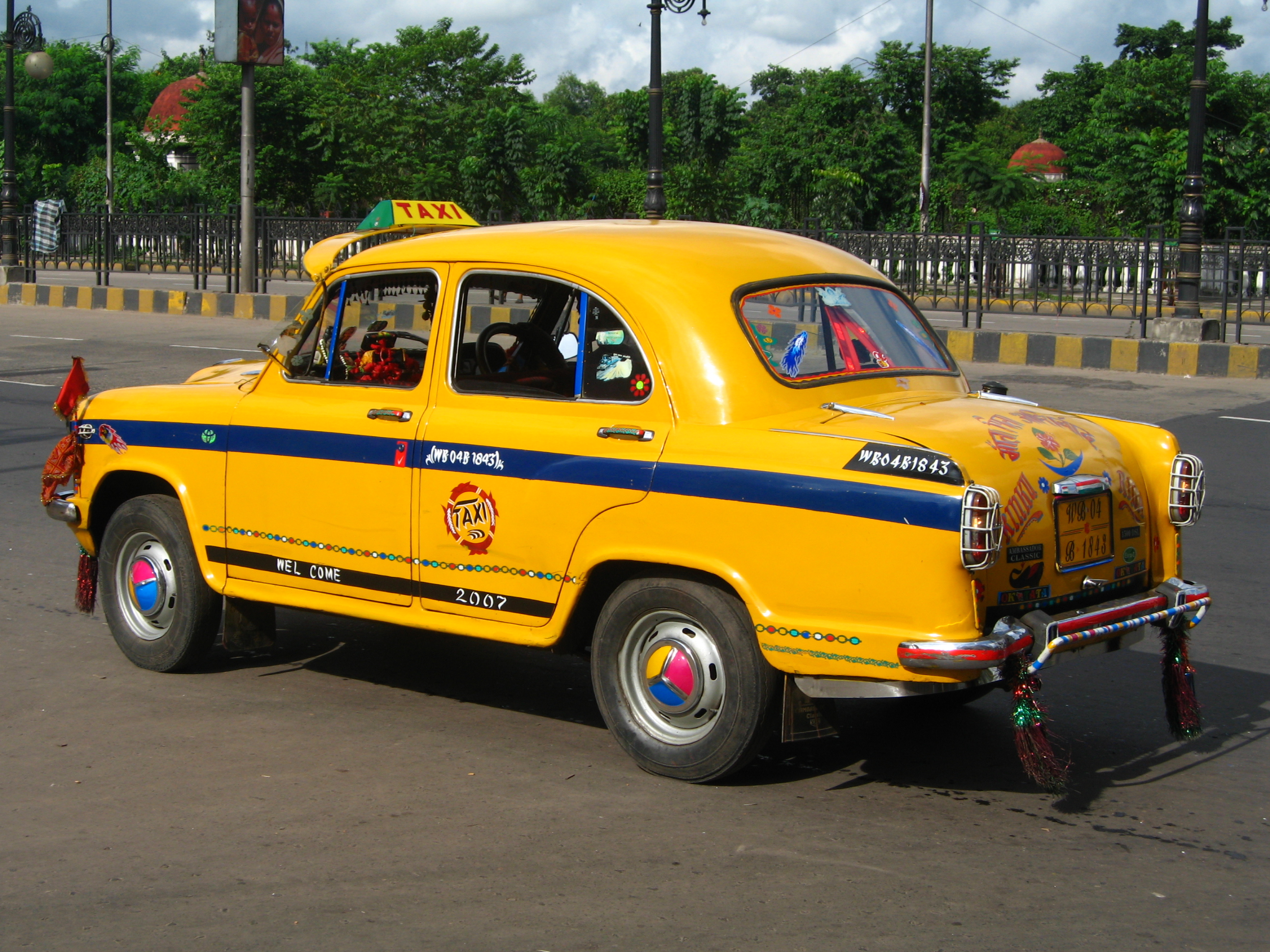
Ambassador som taxi i Calcutta
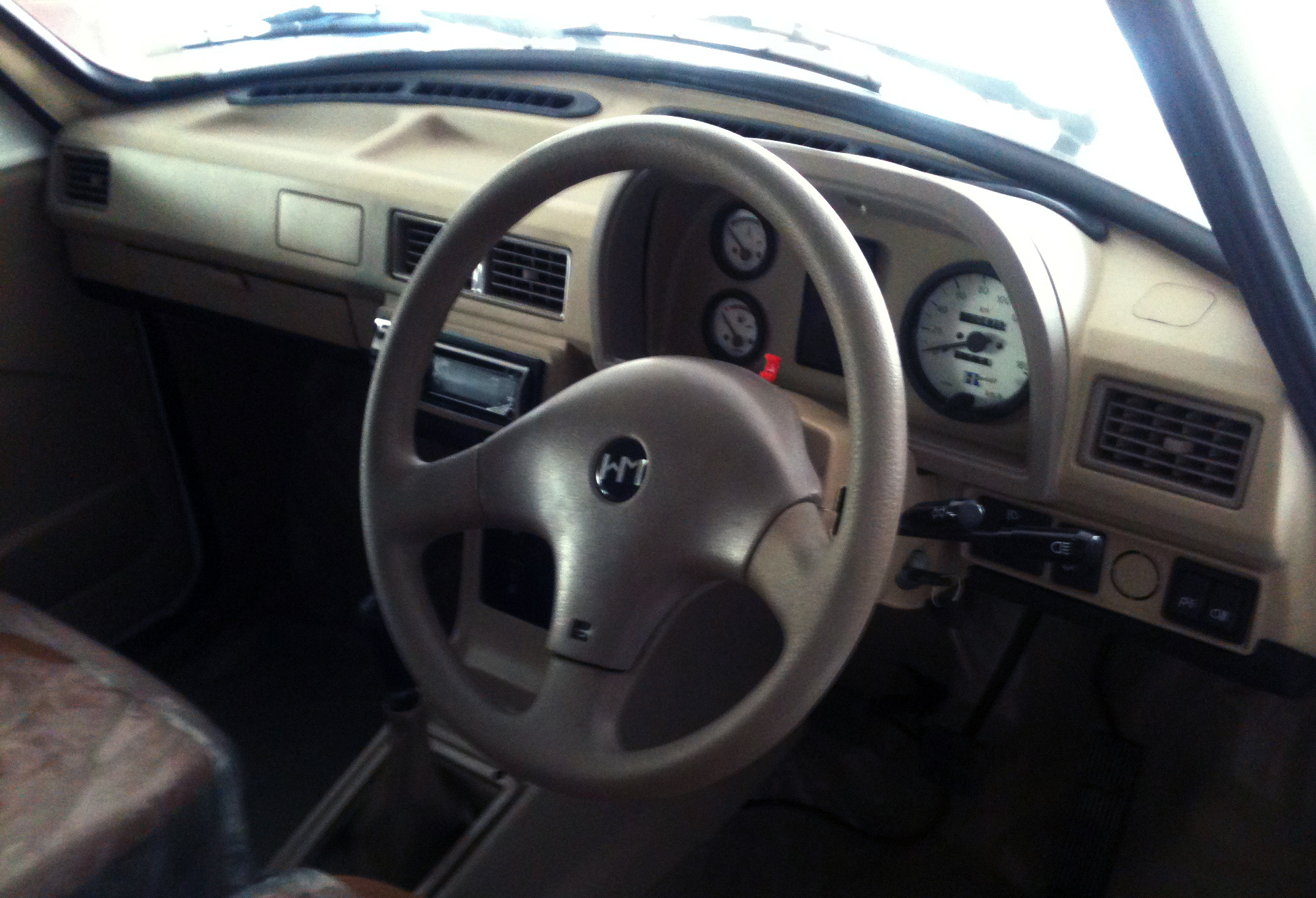
Interiör av Ambassador av 2013 års modell